# Agilulf (Suebe)
Agilulf (auch Agiulf(us), Agilolf und weitere Varianten, siehe Agilulf) war ein Fürst der Sueben im galicischen Königreich der Sueben.
Über ihn ist nur sicher bekannt, dass er 448 in Sevilla den comes Censorius ums Leben brachte. Dies scheint unter der Herrschaft des Suebenkönigs Rechiar passiert zu sein, der kurz zuvor (August 448) Rechila abgelöst hatte.
Unklar ist, ob er mit dem um 456 bezeugten Suebenherrscher Agilulf identisch ist, von dem Jordanes berichtet. Dieser war Warne und wurde von dem Westgotenkönig Theoderich II. als Herrscher über die Sueben eingesetzt, mit denen er aber dann einen Aufstand gegen Theoderich anfachte, dem er unterlag. Dieser wird zuweilen als Stammvater der Agilolfinger betrachtet.